# Hillhead
Hillhead (Ceann a' Chnuic en gaélique écossais (gd) ; Hullheid en scots (sco)) est un district de Glasgow. Il est situé au nord de Kelvingrove Park et sur les rives sud de la rivière Kelvin. 

## Histoire
Les terres situées à Hillhead appartenaient à la famille Gibson, de 1702 à 1862. En 1869, Hillhead a été élevé au rang de burgh, mais le développement de Glasgow a fait que Hillhead a rapidement été intégré dans la ville, de manière concrète d'abord, puis officielle à partir de 1891. 
L'Université de Glasgow est située dans le quartier de Hillhead, ce qui lui donne une vie étudiante riche et variée. 

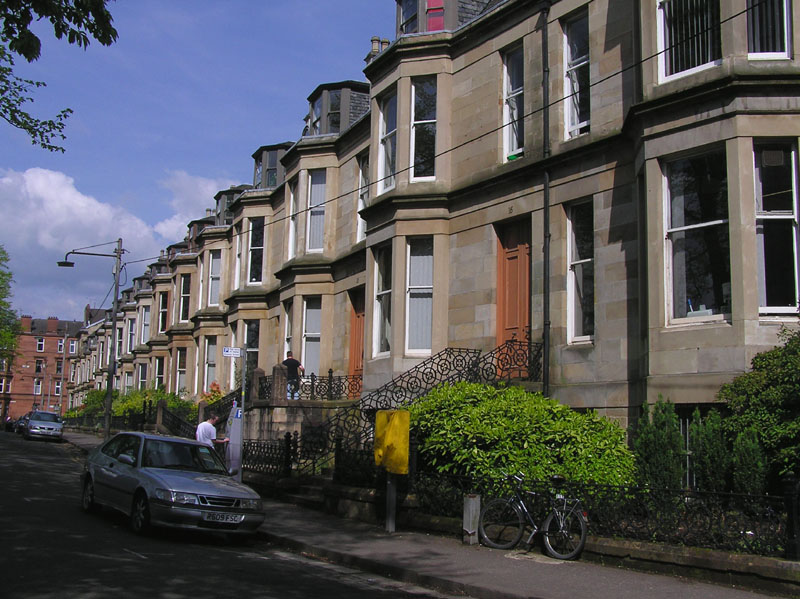
Lilybank Gardens, une avenue typique de Hillhead.
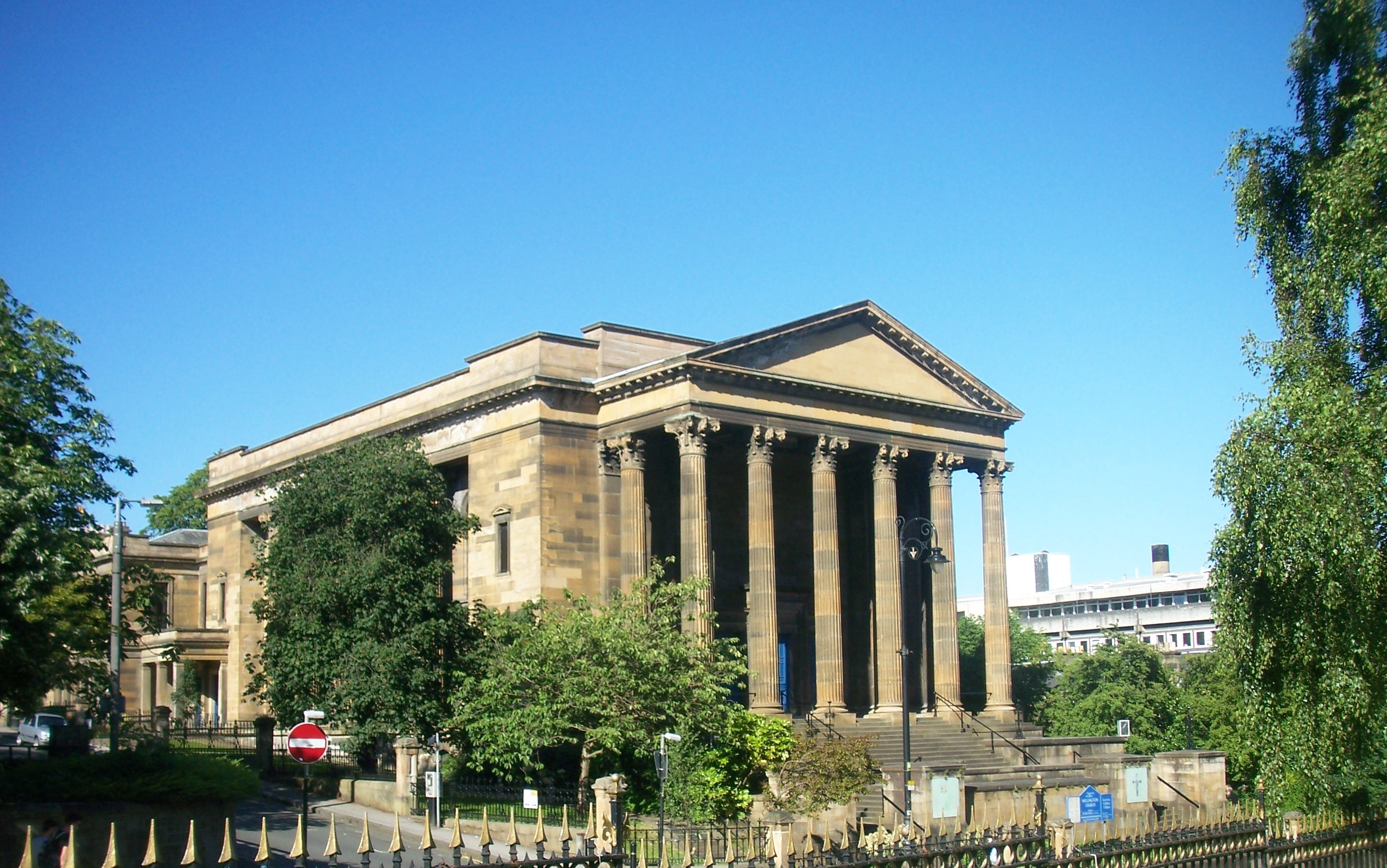
L'église de Wellington Church.
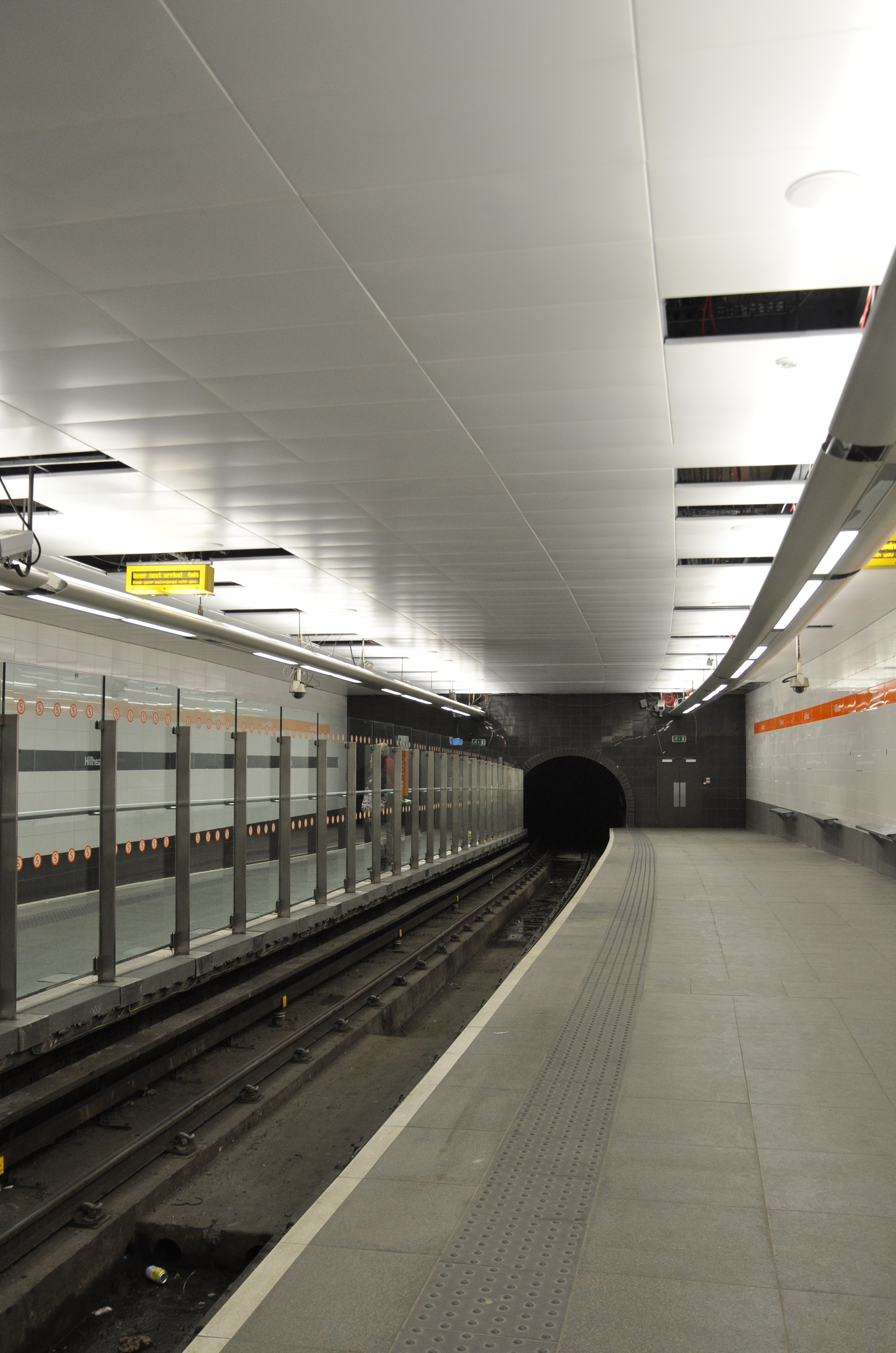
La station de métro de Hillhead.
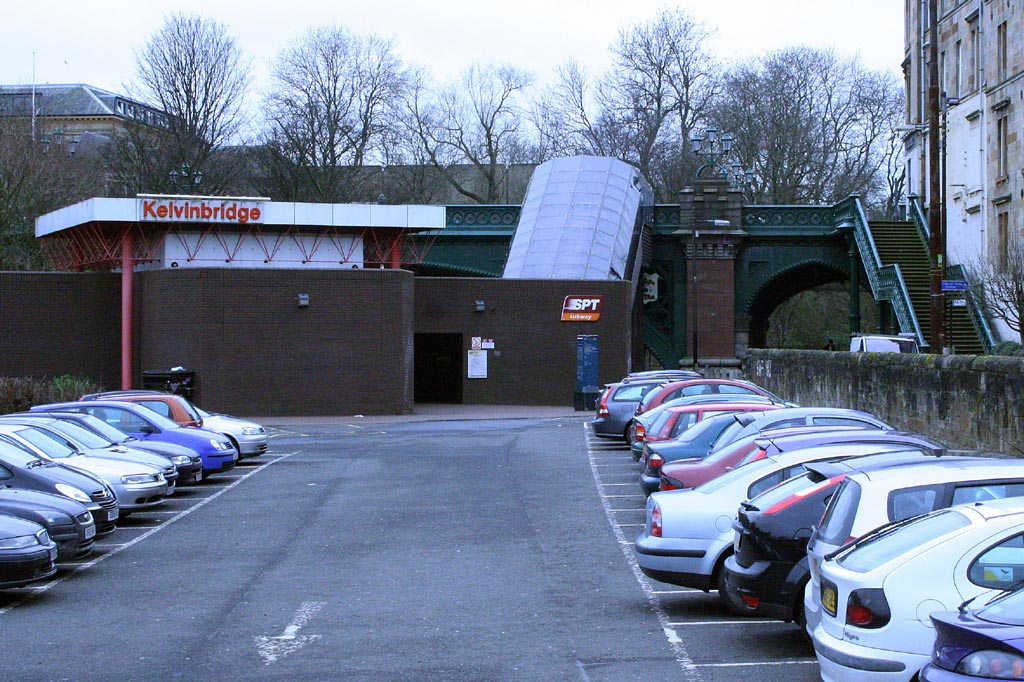
La station de métro de Kelvinbridge, située à Hillhead.
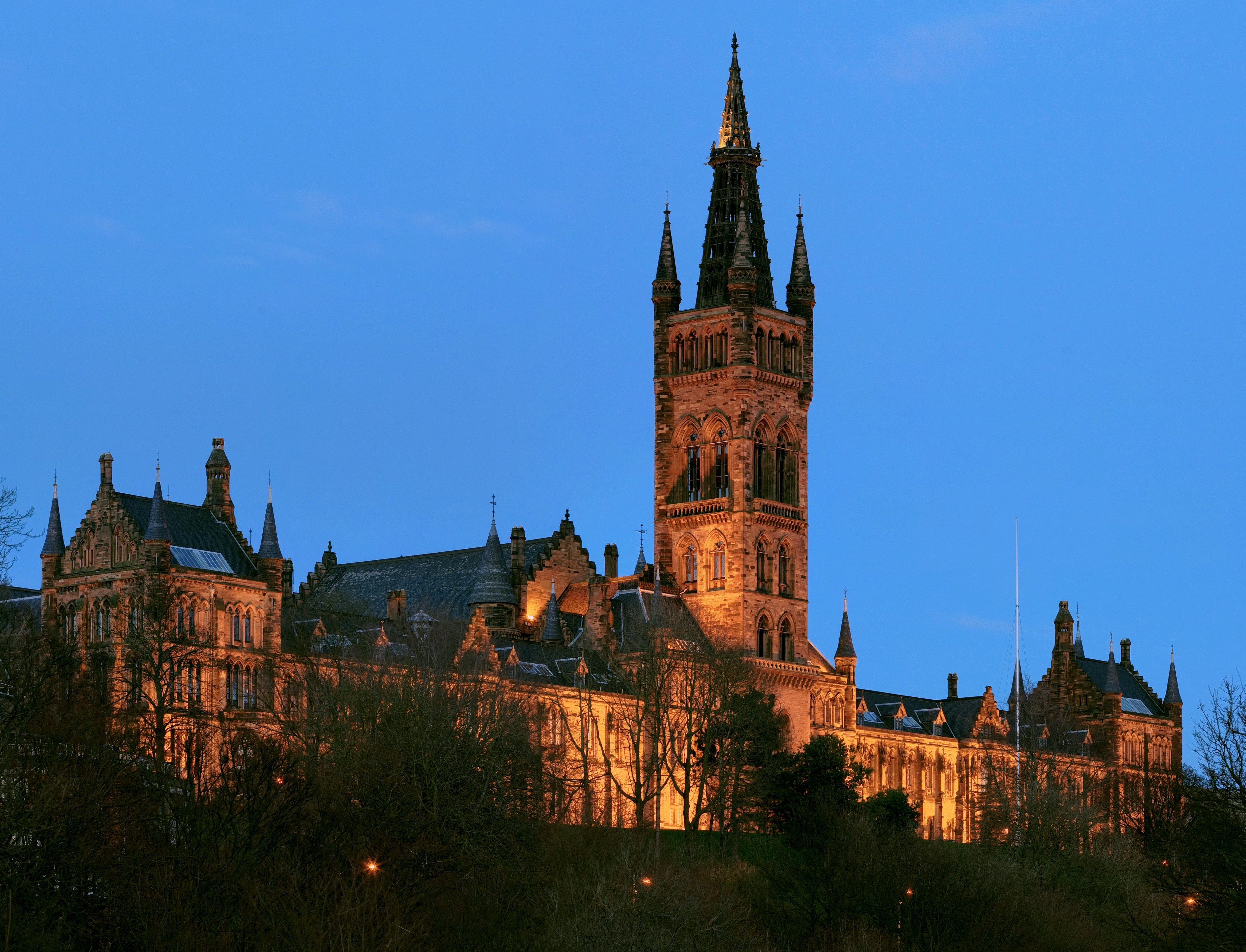
L'université de Glasgow.
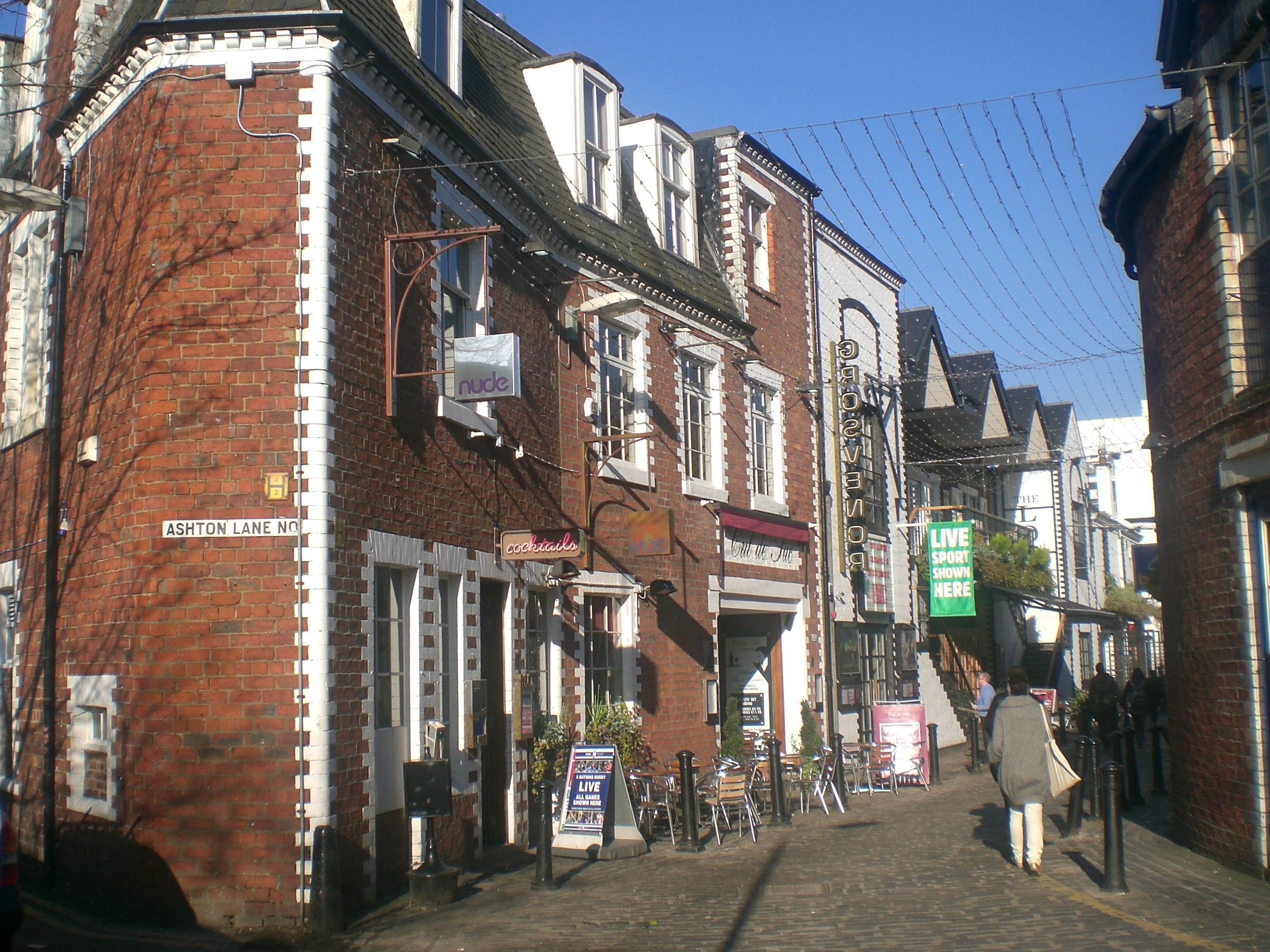
La rue d'Ashton Lane, rue pavée très célèbre de Glasgow.
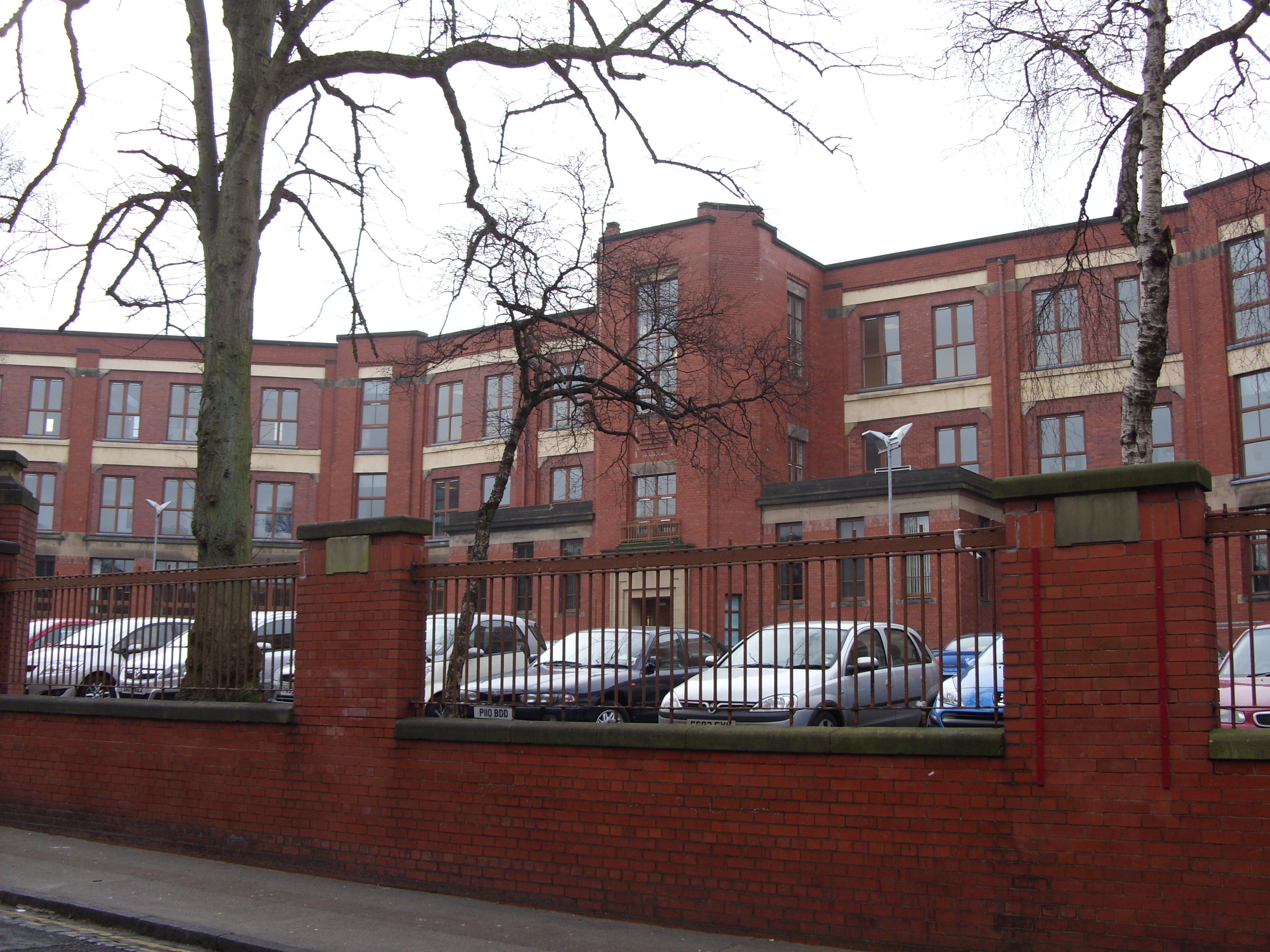
Le lycée de Hillhead.
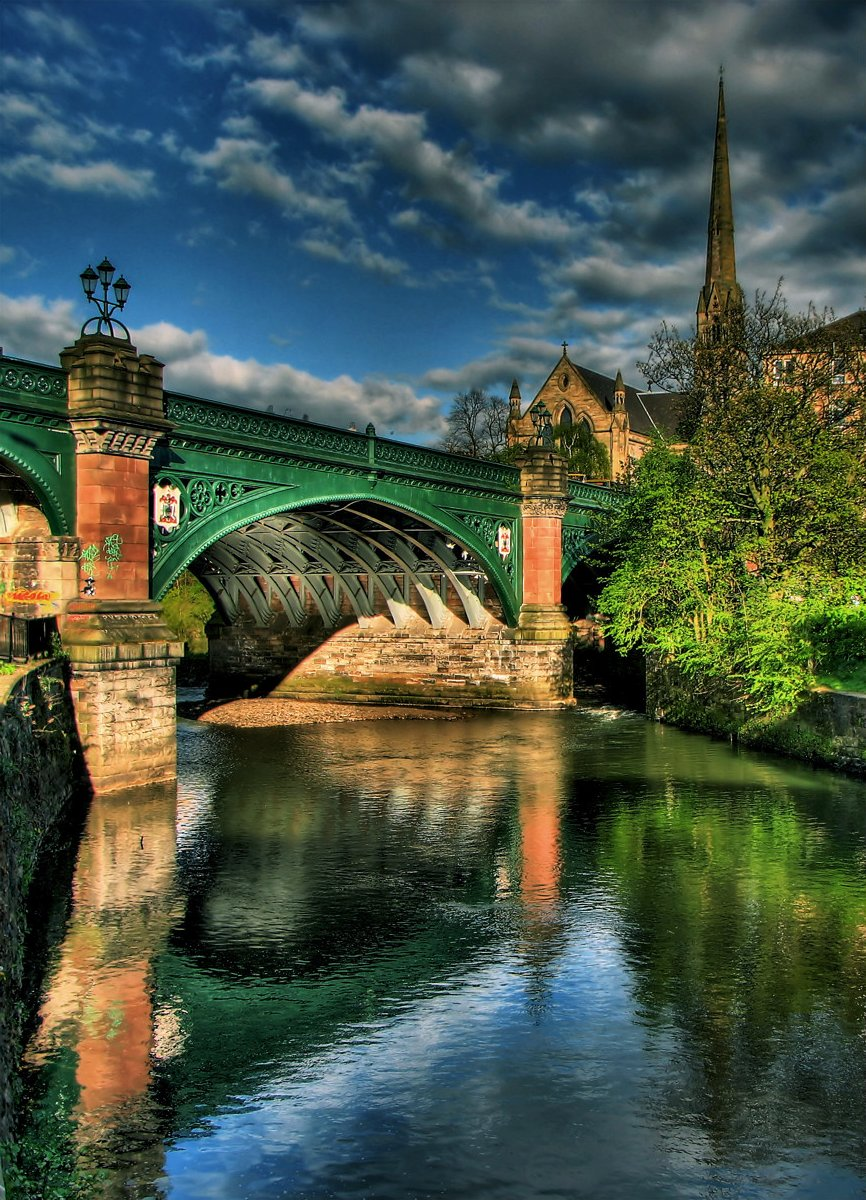
Le Kelvinbridge, pont sur la rivière Kelvin, qui marque la limite de Hillhead.
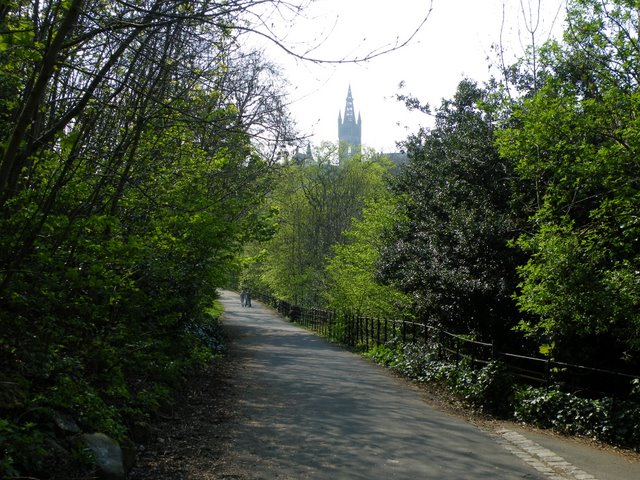
Kelvingrove Park, avec la tour de l'université de Glasgow, au fond.
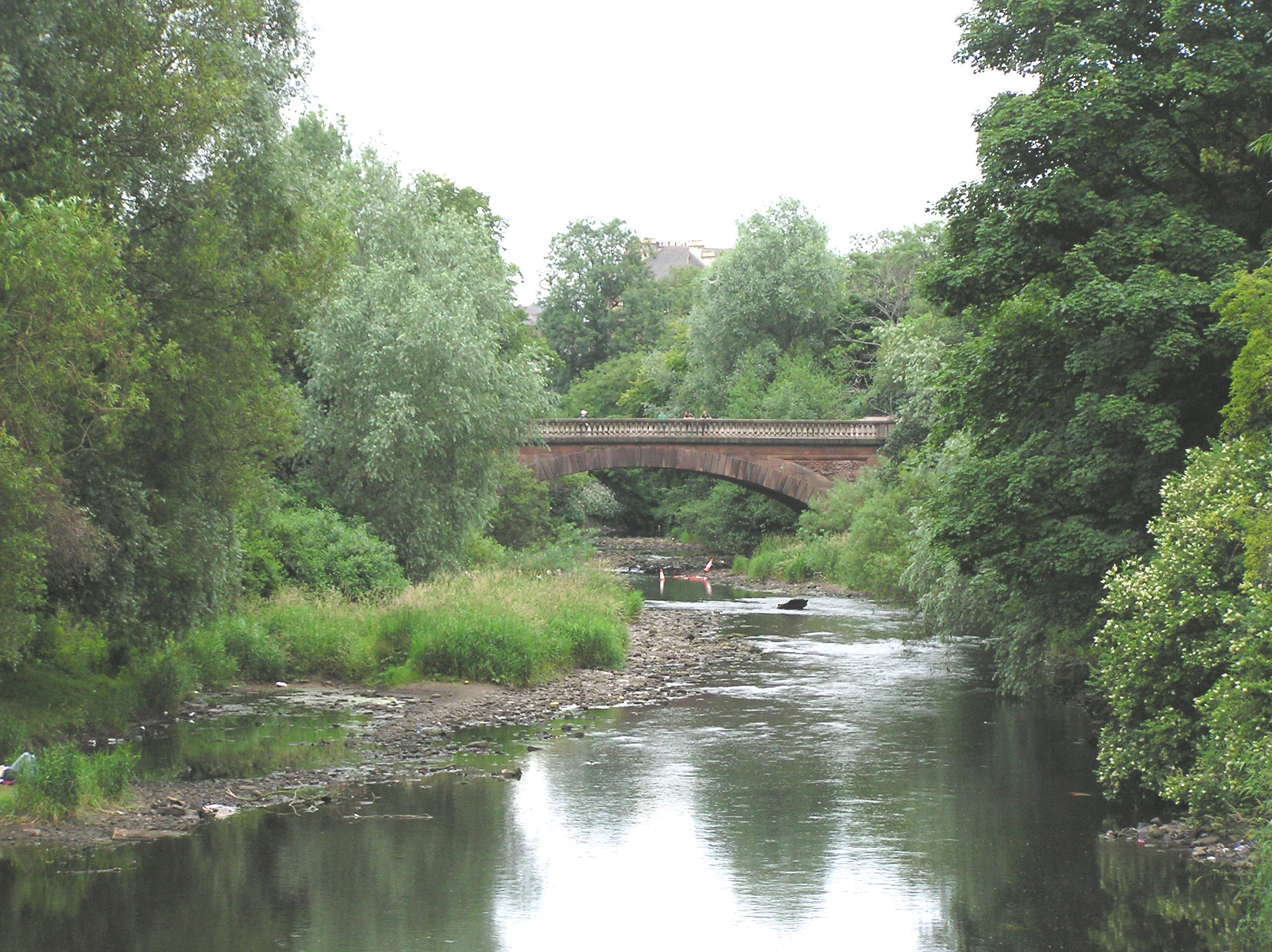
La rivière Kelvin, au niveau du parc de Kelvingrove.

## Sports
Le club de rugby Hillhead Jordanhill RFC est situé à Hillhead (ainsi que dans le quartier de Jordanhill).
.